# 블랙카본
블랙카본(black carbon, BC)은 화학적으로 미세먼지(공기역학적 직경이 PM 2.5μm 이하)의 성분이다. 블랙 카본은 여러 연결된 형태의 순수 탄소로 구성된다. 화석연료, 바이오 연료, 바이오매스의 불완전 연소를 통해 형성되며, 인위적 및 자연적으로 발생하는 그을음의 주요 입자 유형 중 하나이다. 블랙 카본은 인간의 질병률과 조기 사망을 유발한다. 이러한 인간 건강에 대한 영향으로 인해 많은 국가에서는 배출량을 줄이기 위해 노력하여 인위적인 배출원에서 오염 물질을 쉽게 줄일 수 있다.
기후학에서 블랙 카본은 지구 온난화에 기여하는 기후 강제 요인이다. 블랙 카본은 햇빛을 흡수하고 대기를 가열하며 눈과 얼음에 쌓일 때 알베도를 감소시키고(직접 효과) 구름과의 상호 작용을 통해 간접적으로 총 1.1W/m2의 강제력을 통해 지구를 따뜻하게 한다. 블랙카본은 대기 중에 며칠에서 몇 주 동안만 머무르는 반면, 강력한 온실 가스는 수명 주기가 더 길다. 예를 들어, 이산화 탄소(CO2)는 대기 수명이 100년 이상이다. IPCC 및 기타 기후 연구자들은 블랙 카본을 줄이는 것이 단기적인 지구 온난화를 늦추는 가장 쉬운 방법 중 하나라고 가정했다.
블랙 카본이라는 용어는 토양 과학 및 지질학에서도 사용되며, 퇴적된 대기 블랙 카본 또는 식생 화재에서 직접 통합된 블랙 카본을 나타낸다. 특히 열대 지방에서 토양의 블랙 카본은 중요한 식물 영양분을 흡수할 수 있기 때문에 비옥도에 크게 기여한다.

## 같이 보기
- 핵겨울
- 지구음암화
- 보그 (지형)
- 디젤 배기가스